# Giurgeni, Neamț
Giurgeni este un sat în comuna Valea Ursului din județul Neamț, Moldova, România. Satul Giurgeni se află la 28 kilometri de orașul Roman.

## Obiective turistice
- Mânăstirea Giurgeni cu hramul “Nașterea Maicii Domnului”. Este o mânăstirea cu reputație în zonă și chiar națională datorită icoanei făcătoare de minuni a Maicii Domnului și a slujbelor de Sfântul Maslu ce se țin vinerea noaptea la care se adună mii de credincioși.